# 辛格拉烏帕齊拉
辛格拉乌帕齐拉是孟加拉国諾多爾縣的一个乌帕齐拉，位於拉傑沙希专区的諾多爾縣。

## 人口
據1991年孟加拉國人口普查，辛格拉共有戶數52,851戶，人口289,952人。其中男性佔比51.29%，女性佔比48.71%；成年人口139,625人。該地7歲以上人口之平均識字率為25.2%，低於全國平均值（32.4%）。